# 磐之媛命

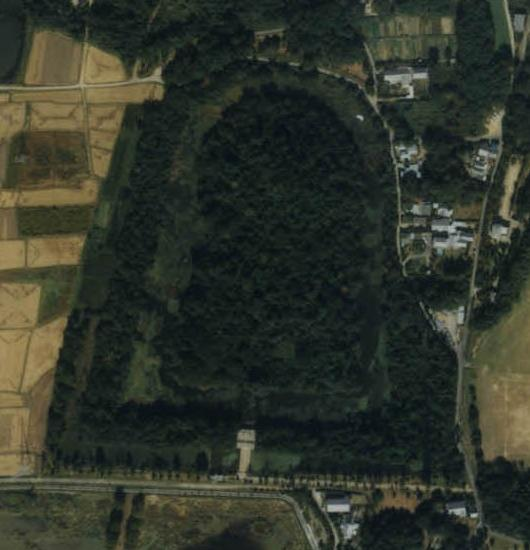
磐之媛命陵と治定されている佐紀盾列古墳群に属するヒシアゲ古墳（奈良県奈良市佐紀町）

磐之媛命（いわのひめのみこと、生年不詳 - 仁徳天皇35年6月）は、古墳時代の皇妃。『日本書紀』では磐之媛、『古事記』では石之日売、その他、いはのひめ、磐姫とも記す。仁徳天皇の4人の后妃、2人の皇后のうちのひとり。仁徳天皇2年に立后。葛城襲津彦の娘で、武内宿禰の孫にあたり、皇族外の身分から皇后となった初例とされる。孝元天皇の男系来孫（古事記では玄孫）。仁徳天皇の男御子5人のうちの4人（履中天皇・住吉仲皇子・反正天皇・允恭天皇）の母。記紀によるととても嫉妬深く、仁徳天皇30年に、彼女が熊野に遊びに出た隙に夫の仁徳天皇が八田皇女（仁徳の異母妹。磐之媛命崩御後、仁徳天皇の皇后）を宮中に入れたことに激怒し、山城の筒城宮（現在の京都府京田辺市多々羅付近）に移り、同地で没した。

## 嫉妬にまつわる逸話
古事記下巻仁徳天皇条には「その太后石之日売命、甚（いと）多く嫉妬（ねた）みたまひき。故、天皇の使はせる妾（みめ）は、宮の中に得臨（えゆ）かず、言立てば、足もあがかに（=地団太踏んで）嫉妬みたまひき」という記述が見られるように、妬み深い人物として知られる。その様から他の妾が宮殿に会いに行けず、仁徳天皇は宮殿を離れた時か、彼女が宮殿から出かけた時に迎えいれるしかなかったという。ただ、裏を返せばそれだけ仁徳天皇が多情であったということであろう。『古事記』には、仁徳は黒日売（くろひめ）という美女を見初めたが、黒日売は石之日売の嫉妬を怖れて国に帰ったという話を伝えている。『日本書紀』には、仁徳が女官の桑田玖賀媛（くわたのくがひめ）を気に入ったが磐之媛の嫉妬が強くて召し上げられないと嘆く話が出てくる。
天皇が八田皇女（八田若郎女）を宮中に迎えたことへの太后の怒りについては記紀ともに伝えている。太后が豊楽（とよのあかり。酒宴のこと）の準備のために、料理を盛る木の葉御綱柏（みづなかしわ）を採りに紀伊の国へ行った留守中に、天皇が八田皇女を後宮に納れたことを知り、採取した御綱柏をすべて海に投げ捨て、天皇の元へ戻らなかった。『古事記』では、独り身を歌った八田皇女の天皇への返歌が添えられており、そのことから、八田が身を引き天皇と石之日売は和解したという研究者の解釈がある。また、その後起こった女鳥王（八田皇女の妹）とその夫・速総別王の討伐（仁徳に求婚された女鳥王は石之日売の怒りを怖れて速総別王と結婚したが仁徳の怒りを買って二人とも殺害された）ののちの酒宴に再び石之日売が登場し、討伐を実行した武人・山部大楯連（やまべのおおたてのむらじ）の妻が女鳥王の腕輪をつけていることに気付き、「主君の屍から腕輪をはぎ取り、妻に与えるとは無礼だ」と激怒し、山部を死刑に処した、と記している。『日本書紀』では、天皇の浮気を知った磐之媛は実家の葛城高宮を懐かしみ、近くの筒城（筒木）岡に宮室を造営して以後そこに暮らし、天皇が面会に来ても会うことはなく筒城宮で没したと伝える（『日本書紀』では八田皇女の妹夫婦討伐の話は太后の死後としている）。研究者の大久間喜一郎は、太后が八田皇女を頑なに認めなかったのは、豪族出身の太后に対し、八田皇女は応神天皇の娘であるため、格上の家柄の女性を宮中に迎えたくなかったからではないかとしている。また、天皇が即位後に、それまでの妻に代わって位の高い女性を皇后に改めて迎える例は多々あるが、八田皇女が皇后となるのは太后の死後であり、太后の4人の息子のうち3人が連続して天皇に即位したことから見ても太后の権威は大きかったと推測している。成清弘和は一連の説話が「嫉妬」譚として否定的に捉えられるようになったのは、唐（中国）由来の律令法における「七出」（夫が妻を離婚できる7つの理由。その中の1つである「妬忌」は妻の嫉妬を指すとされる）の概念が日本で受容された影響によるもので、本来は感情豊かで有能なおかつ3人の天皇の母となった彼女の存在感の大きさを描いた話であった可能性を指摘している。また、『古事記』には石之日売が嫉妬に至る過程における天皇の問題行動も記しているのに対して、『日本書紀』では天皇の聖徳性が強調されて、あたかも全ての非が石之日売にあったかのように記されていることも指摘して、仁徳天皇の「聖帝」化に伴う改変の可能性も指摘している。
日本最古の歌集とされる万葉集には彼女の愛情の深さを表す歌が四首収められている。なお、ここでいう「君」はもちろん仁徳天皇を指す。
君が行き日長くなりぬ　山たづね迎へか行かむ　待ちにか待たむ
かくばかり恋ひつゝあらずは　高山の磐根し枕(ま)きて　死なましものを
ありつゝも君をば待たむ　打ち靡くわが黒髪に　霜の置くまでに
秋の田の穂の上に霧らむ　朝霞何処辺の方に　わが恋ひ止まむ
3首目の意味は「豊かな私の黒髪が白くなるまであなたを待ちましょう」という意味であり、この歌を詠んだのが上記と同一人物とは信じられず、後の時代に別の誰かによる創作とも考えられている。

## 古墳
- ヒシアゲ古墳
- コナベ古墳